# Млечник Бертиллона
Мле́чник Бертилло́на (лат. Lactárius bertillónii) — вид грибов, входящий в род млечник (Lactarius) семейства сыроежковые (Russulaceae).

## Описание
Пластинчатый шляпконожечный гриб с млечным соком. Шляпка взрослых грибов достигает 13—18 см в диаметре, плоская, затем с заметным углублением, часто неровная, волнистая, с длительное время подвёрнутым краем. Поверхность сухая, у молодых грибов заметно опушённая, затем бархатистая, окраска обычно заметно неоднородная — белая или кремовая, с возрастом с коричневатыми пятнами. Пластинки гименофора различной частоты, ветвящиеся, с пластиночками, белые, у взрослых грибов кремовые или сероватые, между ними иногда заметна розоватая окраска, при повреждении приобретают красновато-охристый оттенок.
Мякоть мясистая, жёсткая, хрупкая подобно всем представителям семейства, белая, в некоторых областях слабо желтеющая, в ножке на некоторое время иногда слабо буреющая, затем вновь выцветающая, на вкус остро-едкая, с неприятным кисло-фруктовым запахом. Млечный сок белый или кремовый, при контакте с пластинками или мякотью высыхает до кремово-желтоватого, едкий. При контакте с раствором KOH млечный сок быстро окрашивается в жёлто-оранжевый цвет. Мякоть при контакте с FeSO4 розовеет.
Ножка цилиндрическая или сужающаяся книзу, изредка неправильная, 3—7 см длиной и 2—4 см в диаметре, выполненная. Поверхность голая до немного бархатистой, без выемок, белая или беловатая, при прикосновении покрывается буроватыми пятнами.
Споровый отпечаток белого цвета, часто бледно-розоватый. 
Подобно многим млечникам, считается несъедобным или условно-съедобным грибом, обладает острым вкусом, требующим длительного вымачивания при солении.

### Сходные виды

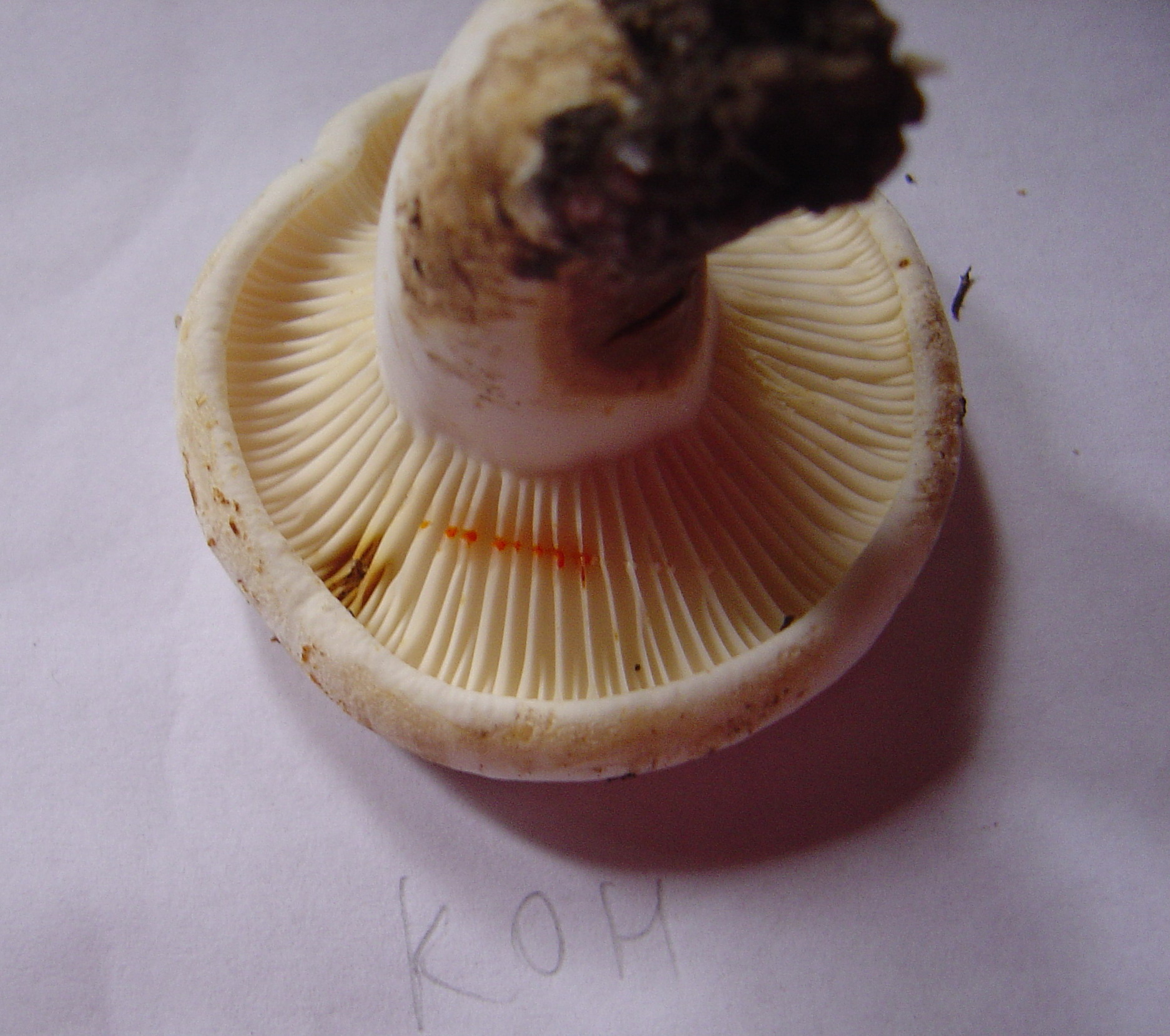
Реакция млечника Бертиллона на KOH

Наиболее близок к млечнику Бертиллона вид Lactarius vellereus (Fr.) Fr., 1838 — Скрипица, формой которого он поначалу считался. Макроскопически млечник Бертиллона отличается острым вкусом млечного сока, в то время как у скрипицы он безвкусный или горький. Также млечный сок млечника Бертиллона при контакте с раствором KOH окрашивается в жёлто-оранжевый цвет, а у скрипицы такой реакции не происходит.
Также млечник Бертиллона можно спутать с другими белыми млечниками — Lactarius piperatus, Lactarius glaucescens, Lactarius controversus.
- Lactarius piperatus (L.) Pers., 1796 — Груздь перечный — шляпка белая, длительное время сохраняющая цвет, с возрастом ближе к краю с углублениями. Пластинки очень частые и узкие. Мякоть на воздухе медленно приобретает бледно-охристый оттенок, острая на вкус. Млечный сок сам по себе пресный, при попадании на мякоть медленно и слабо желтеет, при контакте с KOH не окрашивается.
- Lactarius glaucescens Crossl., 1900 — Груздь сизоватый — шляпка, по крайней мере ближе к краю, долго остаётся белой, край долго не разворачивается. Млечный сок белый, при попадании на мякоть и пластинки медленно приобретает зеленоватый оттенок. Вкус островатый. При контакте с раствором KOH становится жёлтым до жёлто-оранжевого.
- Lactarius controversus Pers., 1800 — Груздь осиновый — произрастает под осиной, также под ивой, дубом или каштаном. Шляпка белая, сероватая, часто с розоватым оттенком, особенно в центре, изредка охристая. Поверхность слизистая, при подсыхании бархатистая. Ближе к краю шляпки заметны слабо отличающиеся зоны. Пластинки розовые, с мясо-красным оттенком. Млечный сок иногда при контакте с KOH желтеет.

## Экология и ареал
Распространён в районах Евразии с широколиственными лесами. Образует микоризу с буком, изредка также произрастает под дубом, каштаном или берёзой. Предпочитает влажные равнинные леса, в горных районах практически не встречается.

## Синонимы
- Lactarius bertillonii var. boudieri J.Blum, 1966, nom. inval.
- Lactarius bertillonii var. queletii J.Blum, 1976
- Lactarius vellereus var. bertillonii Neuhoff, 1956, nom. inval.
- Lactarius vellereus var. bertillonii Neuhoff ex Z.Schaef., 1979
- Lactarius vellereus var. queletii J.Blum, 1966, nom. inval.
- Lactifluus bertillonii (Neuhoff ex Z.Schaef.) Verbeken, 2011